# 冬恋花
「冬恋花」（ふゆれんか）は、2009年12月2日に発売された花咲ゆき美の4枚目のシングル。

## 解説
発売当時は花咲最大のヒットシングルだった（その後、2012年発売の「冬の蛍」が本作を上回るヒットシングルとなっている）。

## 収録曲
- 両楽曲共に、作詞：池田充男、作曲：新井利昌、編曲：萩田光雄

1. 冬恋花（4分55秒）
2. 〜ゆき美のわらべ歌〜ふるさと慕情（4分19秒）
3. 冬恋花【オリジナル・カラオケ】
4. 〜ゆき美のわらべ歌〜ふるさと慕情【オリジナル・カラオケ】
5. 冬恋花【一般用カラオケ】